# Manuel Falcó y Osorio
Manuel Felipe María Falcó y Osorio (Namur, 30 de septiembre de 1856-Madrid, 8 de mayo de 1927), iv duque de Fernán Núñez y grande de España, más conocido por el título nobiliario de marqués de la Mina que utilizó en vida de su madre, fue un aristócrata y político español. 

## Vida y familia
Nacido el 30 de septiembre de 1856 en el castillo de Dave (Namur, Bélgica), era hijo primogénito de Manuel Falcó d'Adda, marqués de Almonacid de los Oteros y de María del Pilar Osorio y Gutiérrez de los Ríos, III duquesa de Fernán Núñez. Ostentó como heredero el título de VII marqués de la Mina.
Su padre había servido como embajador en Francia y era caballero de la Orden del Toisón de Oro. Era hijo del X marqués de Castel-Rodrigo y de Carolina d’Adda y Khevenhüller, dama de importante nobleza italoaustriaca, y había contraído matrimonio con la rica heredera del ducado de Fernán Núñez.
Fue elegido diputado de las Cortes de la Restauración por el distrito de Cáceres en las elecciones de 1881. En las de 1884 lo sería por el distrito de Navalmoral de la Mata (también en la provincia de Cáceres). Volvería a ser elegido por Cáceres en los comicios de 1886 y 1893.
Falcó Osorio fue designado senador por derecho propio desde 1896 y contrajo matrimonio ese año con Silvia Álvarez de Toledo y Gutiérrez de la Concha, III duquesa de Bivona, III condesa de Xiquena.
También gentilhombre grande de España con ejercicio y servidumbre, y cercano al círculo palatino de la regente, se le nombró en 1903 caballerizo mayor del rey. 
En 1906, accedió al puesto de mayordomo mayor, si bien la Jefatura Superior de Palacio la mantuvo el  duque de Sotomayor. Tan sólo un año después solicitó ser licenciado de su puesto.
No heredó los títulos maternos hasta el fallecimiento de María del Pilar Osorio en 1921. Fue el IX conde de Cervellón.
Falleció en Madrid el 8 de mayo de 1927.